# 卡立氨酯
卡立氨酯（英语：Carisbamate；代号：YKP 509）是一种实验性抗惊厥药物，由J&JPRD开发但从未上市。 

## 临床研究
治疗部分性发作的II期临床试验表明，该化合物对治疗部分性发作有效且安全性良好。自2006年底以来，该化合物一直在进行一项用于治疗部分性癫痫发作的大型多中心III期临床试验。其作用机制未知。
对323名偏头痛患者进行的卡立氨酯双盲、安慰剂对照试验确定，卡立氨酯在高达600毫克/天的剂量下具有良好的耐受性，但未能证明该药物在预防偏头痛方面比安慰剂更有效。

## 历史
1998 年，该化合物从韩国公司SK株式会社获得许可。2008年10月24日，强生公司宣布已向美国食品和药物管理局（FDA）提交了卡立氨酯的新药申请。强生公司获得FDA的临时批准，以Comfyde品牌销售卡立氨酯。然而，2009年8月21日，强生公司报告说FDA未能给予上市许可。